# Nicolae Davidescu
Nicolae Davidescu (n. 24 octombrie 1888, București – d. 12 iunie 1954, București) a fost poet, prozator și critic literar legat de mișcarea simbolistă.

## Biografie
Nicolae Davidescu s-a născut la 1 noiembrie 1886, București. Tatăl său, Nicolae Davidescu, era inginer constructor, iar mama,  Ecaterina (născută Teodor) era casnică, ocupându-se cu creșterea celor patru copii a ei. Primele clase scriitorul le face la  Gimnaziul „Tache Protopopescu" din Slatina. Ulterior este transferat  la Institutul „Clinciu și Popa" din București.
Aici îl va întâlni pe  Al. T. Stamatiad, care îl va integra în cenaclul lui Al. Macedonski și în cercul lui Ovid Densusianu. Stamatiad îl ajută să debuteze în anul 1906, în ziarul Prezentul. După un an poetul va publica versuri, note și traduceri în Vieața nouă.

## Activitate

### Poezia
A debutat la revista Viața nouă cu poezii de factură elegiacă, amintind de Jules Laforgue, George Bacovia și Demostene Botez:
- 1910 - La fântâna Castaliei: poezii parnasiene cizelate ireproșabil , dar preferința pentru morbid și macabru nu este decât o poză, cum însuși autorul mărturisește.
- 1916 - Inscripții: imaginea unui suflet scindat între "vârtejuri albastre de vise" și resemnare; teme frecvente: toamnele tragice, plictisul duminicilor provinciale.

Ulterior, versul său devine mai rece, mai livresc, în stilul cerebral și cultivat al parnasianismului.
Un exemplu îl constituie poemul amplu Cântecul omului (1927 - 1945).
Acesta este compus din șase părți, cuprinzând momente din istoria omenirii: Iudeia, Helada, Roma, Evul Mediu, Țara Românească, Renașterea.
Modelul este Legenda secolelor a lui Victor Hugo, dar lui Davidescu îi lipsește simțul grandiosului.

### Proza
Calitativ, proza lui Davidescu este inferioară poeziei.
Lucrări:
- 1912: Zâna din fundul lacului (poveste);
- 1915: Sfinxul (volum de nuvele): proză fastidioasă, abuz de paranteze și comentarii;
- 1924: Conservator et C-ie (roman);
- 1928: Vioara mută.

### Critica literară

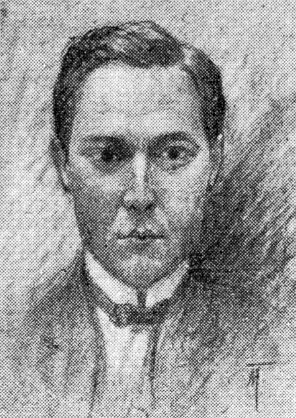
Nicolae Davidescu - desen de Mișu Teișanu

Activitatea de critic literar este dedicată mai ales poeziei simboliste românești:
- 1921: Aspecte și direcții literare, vol. 1,
- 1924: Aspecte și direcții literare, vol. 2.

Autorul adună considerații eseistice asupra unor curente literare (clasicism, simbolism), și realizează medalioane despre Stéphane Mallarmé, Emile Verhaeren, Rémy de Gourmont, Ștefan Petică, George Bacovia etc.
Nicolae Davidescu a alcătuit antologia Din poezia noastră parnasiană (1943).
De asemenea, a fost colaborator la revistele: Noua revistă română, Viața românească, Revista celorlalți, Facla, Rampa, Insula, Simbolul, Orizonturi noi, Hiena, Cuvântul liber.